# Dona nua reclinada
Dona nua reclinada (Nackte liegende Frau) és una pintura d'Ernst Ludwig Kirchner realitzada l'any 1931. Es troba al Museu Kirchner de Davos. La pintura és una donació feta l'any 1990 per la propietat d'Ernst Ludwig Kirchner.

## Descripció
Una dona nua té el braç recolzat al cap. El cap està lleugerament inclinat perquè la mà esquerra toqui l'orella dreta. Tal com indica el seu títol, aquest quadre representa una dona reclinada. Però el matalàs es representa verticalment, així que també podria ser el reflex en un mirall. La dona no està representada del tot, les seves cames falten o són significades per una línia dinàmica que separa el cos de la flassada. Té els ulls mig tancats, cosa que suggereix que està pensant. L'arruga del seu front emfatitza la impressió de reflex. No obstant això, el cos està relaxat i la nuesa atrau amb el seu erotisme. A segon cop d'ull, veiem lletres: els pits formen una S, la cara una W, la M separa les cames de la manta, a diferència de la M de les arrugues del front. El cos és, doncs, també portador de signes.
Fins a la dècada de 1970, poder tocar-se l'orella dreta amb la mà esquerra (en (alemany) "Philippinermaß") es considerava a Alemanya com un criteri de maduresa escolar. La postura d'aquesta dona reclinada evoca la Venus adormida del pintor renaixentista italià Giorgione a principis del segle XVI. La tradició patriarcal de la pintura considera el cos femení com un objecte del desig masculí. Fins i tot amb Ludwig Kirchner, el plaer com a fantasma masculí no coneix fronteres. El plaer està en primer pla, de manera que les dones apareixen com a coneixedores del seu cos. Per a Kirchner, el cos femení també porta missatges, de manera que la seva representació conté lletres. Aleshores, la dona es converteix en un llibre i es pot llegir com un conte: la lletra W a la cara es llegeix com una pregunta oberta: en alemany qui?, on?, què? ((alemany) Wer, Wo, Was) comença amb W).
Kirchner considerava la dona igual que l'home. Va reivindicar la igualtat de sexes i l'amor lliure.
Volia viure relacions amistoses amb les dones.
« Ich bekam den ersehnten Kameraden auch geistig (...) » (
« Vaig apreciar intel·lectualment les companyes desitjades (...) »)

Ernst Ludwig Kirchner va ser cofundador del grup d'artistes alemany Die Brücke, que després va propagar les idees del moviment reformista Lebensreform i va defensar un estil de vida hedonista.